# Josef Beneš (matematik)
Josef Beneš (3. září 1859, Kounice - 27. prosince 1927 Praha) byl český matematik.

## Život
Studoval nejprve v letech 1870 - 1873 na Staroměstské reálce a pak v letech 1873 - 1877 na reálce v Kutné Hoře. Od roku 1877 studoval na pražské české technice jako řádný posluchač a jako mimořádný posluchač také na univerzitě matematiku a fyziku. Studoval rovněž na univerzitě v Krakově. Poté učil na obecné škole v Dubňanech u Hodonína (1886 - 1888) a na pokračovací průmyslové škole v Libni (1888 - 1890). Zaměřil se pak na pojistnou matematiku a v roce 1890 začal pracovat v Úrazové pojišťovně dělnické v Praze, kde se postupně vypracoval z matematika na vrchního ředitelského radu. V roce 1904 se stal docentem, po první světové válce mimořádným a v roce 1926 řádným profesorem pojistné matematiky na české technice v Praze. Jako expert pracoval pro několik pojišťoven a bank.